# Xialu (köpinghuvudort i Kina, Zhejiang Sheng, lat 30,07, long 120,36)
Xialu är en köpinghuvudort i Kina. Den ligger i provinsen Zhejiang, i den östra delen av landet, omkring 27 kilometer sydost om provinshuvudstaden Hangzhou. Antalet invånare är 22 738. Befolkningen består av 11 482 kvinnor och 11 256 män. Barn under 15 år utgör 13,0 %, vuxna 15-64 år 76 %, och äldre över 65 år 9,0 %.
Runt Xialu är det tätbefolkat, med 613 invånare per kvadratkilometer. Närmaste större samhälle är Qianqing, 8,1 km nordost om Xialu. I omgivningarna runt Xialu växer huvudsakligen savannskog.
Genomsnittlig årsnederbörd är 1 869 millimeter. Den regnigaste månaden är juni, med i genomsnitt 328 mm nederbörd, och den torraste är november, med 74 mm nederbörd.